# Ifri (village)
Ifri est un village de la wilaya de Béjaïa situé dans la commune d'Ouzellaguen dans la région de Kabylie, célèbre pour être le lieu où s'est déroulé le congrès de la Soummam en août 1956, à 50 km à l'ouest de la ville de Béjaïa et à 150 km à l'est d'Alger.

## Toponymie
Du nom d'un ancêtre berbère, Ifri a eu Izliten comme fils, ce dernier a eu plusieurs enfants dont Ifren et Maghraoua, etc. Ifri en Tamazight signifie « caverne ».
Ifri est également une divinité féminine berbère de la guerre.

## Histoire

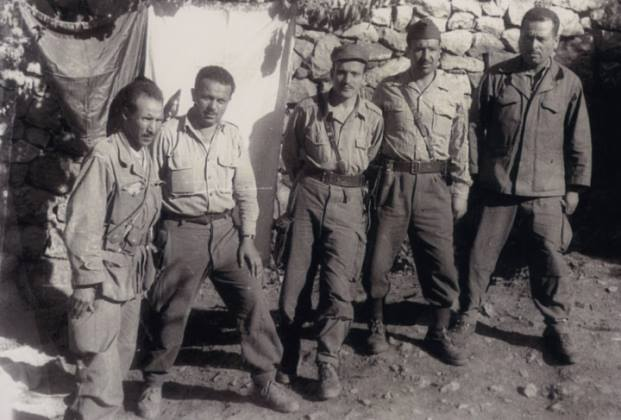
De gauche à droite, Youcef Zighoud, Abane Ramdane, Larbi Ben M'Hidi, Krim Belkacem et Amar Ouamrane, lors du congrès de la Soummam

Lors de la guerre d'indépendance algérienne, s'est tenu du 13 août au 20 août 1956 dans la clandestinité à Ifri, le congrès de la Soummam organisé par Front de libération nationale (FLN).
Dans les mois qui suivent le congrès, la répression de l'armée française s'abat sur Ifri et ses alentours. Le village d'Ifri et ses alentours sont rasés par l'armée française.
En octobre 1968, le président Houari Boumédiène visite le lieu du congrès de la Soummam lors de sa visite de dix jours dans la région. 
En août 1984, le musée du moudjahid d'Ifri est inauguré par le président Chadli Bendjedid.

## Patrimoine
- Le musée du moudjahid d'Ifri et la maison du congrès de la Soummam.